# Tadeusz Stanislaw Szwagrzyk
Tadeusz Stanislaw Szwagrzyk (* 14. November 1923 in Lgota Wielka, Polen; † 7. Dezember 1992 in Krakau) war ein polnischer Geistlicher.
Szwagrzyk wurde am 5. Juni 1949 von Teodor Kubina zum Priester geweiht.
Papst Paul VI. ernannte ihn am 3. November 1964 zum Weihbischof in Częstochowa und Titularbischof von Ita. Am 7. Februar 1965 weihte Stefan Bareła, Bischof von Częstochowa, ihn zum Bischof. Mitkonsekratoren waren Franciszek Jop, Weihbischof in Sandomierz, und Stanislaw Czajka, Weihbischof in Częstochowa. Er nahm an der vierten Sitzungsperiode des Zweiten Vatikanischen Konzils als Konzilsvater teil.